# Hülscheid
Hülscheid ist ein Kirchdorf in und Ortsteil von der Gemeinde Schalksmühle in Nordrhein-Westfalen und gehört zum Märkischen Kreis. Am 1. Juli 2014 hatte Hülscheid 472 Einwohner.
Zugleich bildete Hülscheid von 1806 bis 1969 zusammen mit zahlreichen umgebenden Wohnplätzen des Kirchspiels Hülscheid eine selbstständige, aber amtsangehörige Gemeinde im Amt Halver (bis 1844) und im Amt Lüdenscheid (1844 bis 1969).

## Geschichte
Der Name Hülscheid wird allgemein vom Hülsebusch, dem Ilex (Europäische Stechpalme), hergeleitet, der im Gebiet der Gemarkung Hülscheid großflächig in freier Natur vorkommt. Das ehemalige Gemeindewappen enthält dementsprechend auf goldenem Grund drei grüne Ilexblätter, wachsend über dem dreireihig rot-silbern geschachten Balken der Grafschaft Mark. Das Grundwort ist ein -scheid-Name, der auf die Lage auf einem Höhenzug Bezug nimmt.
Die älteste urkundliche Erwähnung Hülscheids stammt aus dem Jahr 1350, als die dortigen Freibauern eine Freigrafschaft gründeten. Diese hatte ihre größte Ausdehnung 1478, als sie neben dem eigenen Kirchspiel auch den nordwestlichen Teil des Kirchspiels Lüdenscheid enthielt.

### Geschichte des Kirchdorfs Hülscheid
Hülscheid gehörte bis zum 19. Jahrhundert der Midder Bauerschaft des Kirchspiels Hülscheid an. Ab 1816 war Hülscheid Titularort der gleichnamigen Gemeinde in der Bürgermeisterei Halver im Kreis Altena, 1818 lebten 129 Einwohner im Ort. Der laut der Ortschafts- und Entfernungs-Tabelle des Regierungs-Bezirks Arnsberg als Kirchdorf und Schulort kategorisierte Ort besaß 1839 eine Kirche, zwei öffentliche Gebäude, 19 Wohnhäuser, zwei Fabrikationsstätten bzw. Mühlen und elf landwirtschaftliche Gebäude. Zu dieser Zeit lebten 154 Einwohner im Ort, davon drei katholischen und 151 evangelischen Bekenntnisses.
1844 wurde die Gemeinde Hülscheid von dem Amt Halver abgespalten und dem neu gegründeten Amt Lüdenscheid zugewiesen.
Der Ort ist auf der Preußischen Uraufnahme von 1840 unter dem Namen Hülscheid verzeichnet. Ab der Preußischen Neuaufnahme von 1892 ist der Ort auf Messtischblättern der TK25 als Hülscheid verzeichnet.
Die Gemeinde- und Gutbezirksstatistik der Provinz Westfalen führt 1871 den Ort als Dorf mit 28 Wohnhäusern und 176 Einwohnern auf. Das Gemeindelexikon für die Provinz Westfalen gibt 1885 für Hülscheid eine Zahl von 140 Einwohnern an, die in 30 Wohnhäusern lebten. 1905 werden 24 Wohnhäuser und 153 Einwohner angegeben.

### Geschichte der Gemeinde Hülscheid
Unter französischer Besetzung wurden nach Auflösung der Grafschaft Mark und der Schaffung des französischen Satellitenstaats Großherzogtum Berg 1806 die Midder Bauerschaft, die Winkelner Bauerschaft und die Wester Bauerschaft des Gerichts Lüdenscheid zur Gemeinde Hülscheid zusammengeschlossen. Als Gemeindename wurde derjenige der größten Ansiedlung, des zentralen Kirchdorfs Hülscheid, bestimmt.
1818 lebten zusammen 1222 Einwohner in der Gemeinde Hülscheid. Laut der Ortschafts- und Entfernungs-Tabelle des Regierungs-Bezirks Arnsberg besaß die Gemeinde 1838 eine Einwohnerzahl von gesamt 1507, die sich in sieben katholische und 1500 evangelische Gemeindemitglieder aufteilte. Die Wohnplätze der Bürgermeisterei umfassten zusammen zwei Kirchen, vier öffentliche Gebäude, 221 Wohnhäuser, 32 Fabrikationsstätten bzw. Mühlen und 207 landwirtschaftliche Gebäude.
Seit 1844 bildete die Gemeinde Hülscheid gemeinsam mit Lüdenscheid-Land und den ursprünglich eigenständigen Gutsbezirken Oedenthal und Neuenhof das Amt Lüdenscheid.
Das Gemeindelexikon für die Provinz Westfalen von 1887 gibt für die Gemeinde Hülscheid eine Einwohnerzahl von 2412 an (2363 evangelischen, 43 katholischen und sechs sonstig christlichen Bekenntnisses), die in 71 Wohnplätzen mit zusammen 336 Wohnhäuser und 441 Haushaltungen lebten. Die Fläche der Gemeinde (2956 ha) unterteilte sich in 1077 ha Ackerland, 167 ha Wiesen und 1542 ha Wald.
Das Gemeindegebiet von Hülscheid umfasste neben dem Hauptort auch die Ortsteile, Weiler, Höfe und Wohnplätze Albringwerde, Altenhorst, Altenhülscheid, Amphop, Berkey, Brake, Brinkerhof, Dahlerbrück (Ortsbereich östlich der Volme), Dahlhausen, Davidshöhe, Dornbusch, Eichholz, Everinghausen, Everinghauser Heide, Felde, Flaßkamp, Gelstern, Golsberg, Grünenthal, Häuschen, Hardt, Harrenscheid, Haue, Hellhof, Heedfeld, Hilmecke, Holthausen, Horst, Hütte, Kamp, Kämpershof, Klagebach, Klagebacher Hammer, Kragelohshammer, Kuhlenhagen, Kuhlenkeppig, Lauenscheid, Lauenscheidermühle, Lauenscheiderohl, Lindenteich, Linscheid, Linscheiderbecke, Linscheiderschule, Mesekendahl, Mesewinkel, Muhle, Muhlerhagen, Muhlerohl, Muhler Ölmühle, Mummeshohl, Neuenbrücke, Oberklagebach, Ölken (Ortsbereich östlich der Volme), Ohlerberg, Ramsloh, Rehweg, Reineberge, Rölvede, Rölveder Mühle, Rosenhagen, Schalksmühle (Ortsbereich östlich der Volme), Schalksmühlerhammer, Schleifkotten, Schlöten, Schmermbecke, Schnarüm, Siepen, Sonnenscheid, Spormecke, Stallhaus, Sterbecke, Sterbeckerhammer, Trimpops Walze, Twieströmen, Vormwald,
Waldesruh, Wersbecke, Westhöhe, Wilfesche, Winkeln, Winklerheide und
Worth.
Mit Wirkung vom 1. Januar 1969 wurden die Gemeinden Hülscheid (bis dahin zum Amt Lüdenscheid) und Schalksmühle (damals zum Amt Halver) im Zuge einer Gebietsreform zur neuen Einheitsgemeinde Schalksmühle zusammengefasst.

## Wirtschaft und Infrastruktur

### Feuerwehr

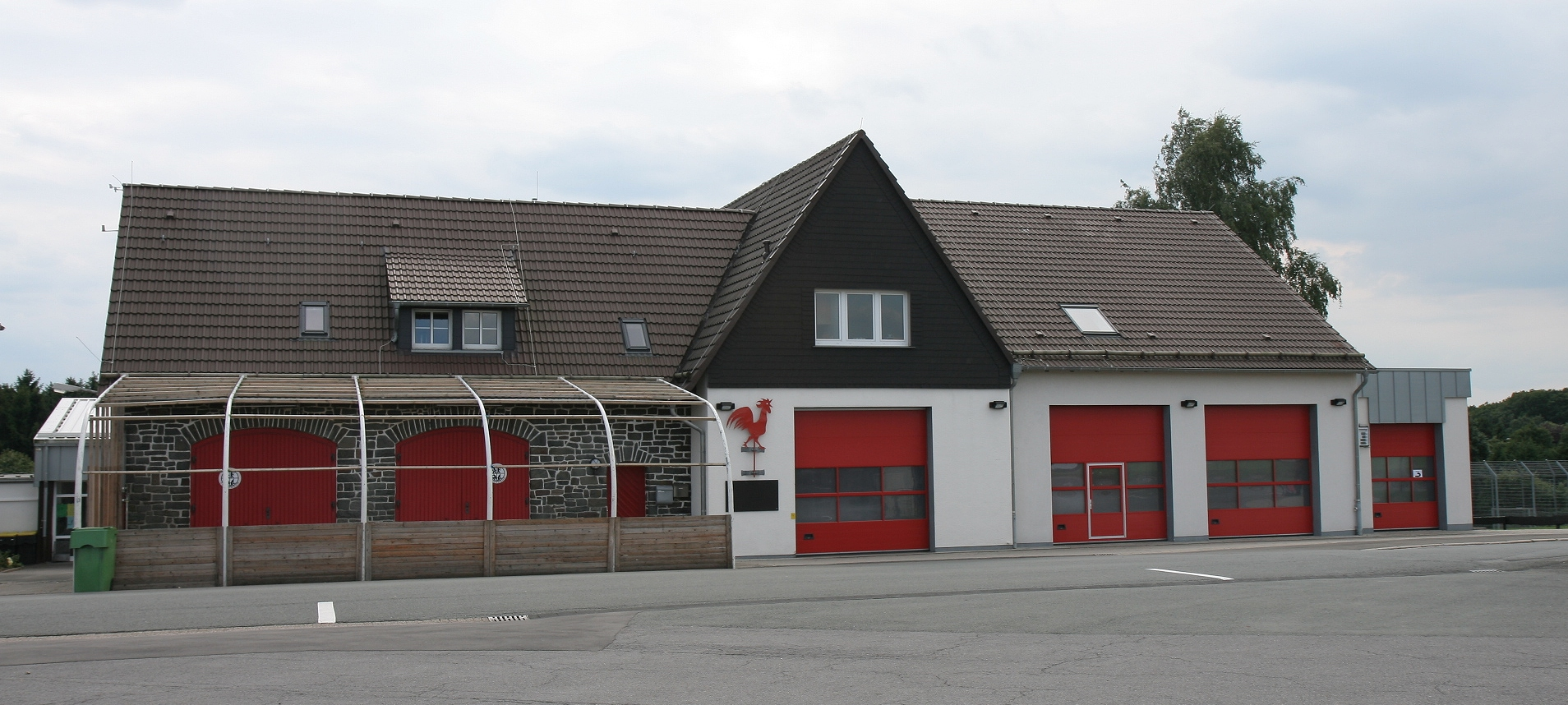
Feuerwehrhaus Hülscheid

In Hülscheid sorgt eine Löschgruppe der Freiwilligen Feuerwehr für den Brandschutz und die allgemeine Hilfe, insbesondere auf örtlicher Ebene. Diese hat ihr Feuerwehrhaus an der Spormecke auf einer Anhöhe außerhalb der Ortschaft an der Höhenstraße nach Heedfeld neben der dortigen Grundschule Spormecke. Das Feuerwehrhaus wurde im Jahre 2005 zum größten Teil in Eigenleistung vollständig renoviert und auf die Erfordernisse einer modernen Feuerwehr umgebaut. Die Löschgruppe Hülscheid bildet zusammen mit der Löschgruppe Winkeln den Löschzug II der Feuerwehr der Gemeinde Schalksmühle. Gegenwärtig ist sie ausgerüstet mit einem HLF 20/16 MAN-Ziegler, einem Tanklöschfahrzeug (TLF) 8/18 IVECO-Magirus und einem Mannschaftstransportfahrzeug (MTF) Opel Vivaro. Daneben ist in dem Feuerwehrhaus der Gerätekraftwagen „GKW 1“ (ex-THW) Magirus-Deutz der Jugendfeuerwehr der Gemeinde Schalksmühle stationiert.